# 2024年10月ブルガリア国民議会選挙
2024年10月ブルガリア国民議会選挙（2024ねん10がつブルガリアこくみんぎかいせんきょ、勃：Октомври 2024 парламентарни избори в България）は、中欧に位置するブルガリアにおける立法府である国民議会を構成する議員を全面改選するために行われた選挙で、2024年10月27日に投票が行われた。

## 概要
ブルガリアでは2020年に政府の汚職に抗議するデモが発生し、ヨーロッパ発展のためのブルガリア市民（GERB）を中心とする連立政権が退陣に追い込まれて以降、政局が不安定な状態となった。
そのような中、2024年6月に3年間で6度目となる議会選挙が行われたが、どの政党も過半数を獲得することができず、GERBと「私達は変化を続ける-民主ブルガリア（PP-DB）」、「こんな人たちがいる（ITN）」が連立政権の樹立を目指したが、政党間の合意が成立しなかった。8月4日、ITNのスラヴィ・トリファノフ代表が組閣準備状を返還することを発表。これを受け、8月26日、ルメン・ラデフ大統領が議会を解散することを表明し、3年半で7度目となる選挙が行われることとなった。

## 基礎データ
- 選挙形態：議会選挙
- 選挙事由：議会解散
- 定数：240議席

### 日程
- 登録受付開始：2024年9月2日
- 登録受付締切：2024年9月11日
- 選挙運動開始日：2024年9月27日
- 投票日：2024年10月27日[7]

### 有権者
- 選挙権：18歳以上のブルガリア市民
- 被選挙権：21歳以上のブルガリア市民

### 選挙制度
- 比例代表制
- 比例代表の阻止条項：有効得票の4％以上

## 選挙結果
10月27日に行われた投開票の結果、ボイコ・ボリソフ元首相率いるGERBが69議席を獲得し、前回総選挙と同様に第一党となったが、過半数には遠く及ばなかった。また、キリル・ペトコフ元首相率いる「我々は変化を続ける」（PP）を中心とする政党連合は前回総選挙で大幅に減少した議席を回復できず、さらに2議席を減らして37議席の獲得にとどまった。
その他の政党も過半数の議席を獲得するには至らず、不安定な政情は続くこととなった。
| 登録有権者数 | 6,601,262 |
| 投票者数     | 2,570,598 |
| 投票率       | 38.94%    |
| 有効得票数   | 2,519,075 |
| 有効得票率   | 98.00%    |

| 党派                                              | 得票数    | 得票率  | 議席数 | 議席率  |
| ------------------------------------------------- | --------- | ------- | ------ | ------- |
| ヨーロッパ発展のためのブルガリア市民-民主勢力同盟 | 642,973   | 25.52%  | 69     | 28.75%  |
| 私達は変化を続ける-民主ブルガリア                 | 346,063   | 13.74%  | 37     | 15.42%  |
| リバイバル                                        | 325,466   | 12.92%  | 35     | 14.58%  |
| 権利と自由運動-新たな始まり                       | 281,356   | 11.17%  | 30     | 12.50%  |
| ブルガリア社会党-統一左派                         | 184,403   | 7.32%   | 20     | 8.33%   |
| 権利と自由のための同盟                            | 182,253   | 7.23%   | 19     | 7.92%   |
| こんな人々がいる                                  | 165,160   | 6.56%   | 18     | 7.50%   |
| 道徳・団結・名誉                                  | 111,965   | 4.44%   | 12     | 5.00%   |
| ヴェリチェ                                        | 97,438    | 3.87%   | 0      | 0.00%   |
| その他の政党及び政党連合                          | 181,998   | 7.22%   | 0      | 0.00%   |
| 合計                                              | 2,519,075 | 100.00% | 240    | 100.00% |

出典：“Избори за народни представители | 27 октомври 2024 Сумарни данни”.   ブルガリア中央選挙管理委員会. 2024年12月15日閲覧。
得票率が3％未満の政党および政党連合（20グループ）について「その他の政党及び政党連合」として得票を一括合算して掲載した。

## 影響
GERBのポリソフ党首は主要政党との協力に前向きな姿勢を示してきた一方、PP党首のペトコフはボリソフへの協力を拒否し、「保守派のボリソフ氏と連携するつもりはない」と既に述べてきたこともあり、政権の樹立が難しい情勢は続くこととなった。